# 終極蜘蛛人 (2024年漫畫)
《終極蜘蛛人》是由漫威漫畫發行的連載作品，屬於「終極宇宙」（Ultimate Universe）系列之一，由強納森·希克曼（Jonathan Hickman）編劇、馬可·切凱託（Marco Checchetto）繪製，於2024年1月起開始出版。
本作描寫彼得·帕克在中年才成為蜘蛛人的經歷。故事背景設定於6160號地球，他已與瑪莉·珍·「MJ」·華生-帕克結婚，並育有兩名子女（李察德與梅），有別於主宇宙616號地球青少年時期便成為英雄的設定。該作品所屬時間線大幅改變多位漫威角色的社會與政治處境，並融入另類歷史元素。

## 創作歷程
《終極蜘蛛人》是「終極宇宙」（Ultimate Universe）故事線下的首部支線連載作品，承接限時連載系列《終極入侵》（Ultimate Invasion）之後推出。雖然名稱相同，但本作與2000年至2011年間連載的漫畫《終極蜘蛛人》並無直接關聯；前者重塑了蜘蛛人仍為在學中青年的形象，新作則大致相同，惟將角色設定得更為成熟，已婚且育有兩名子女。編劇希克曼（Jonathan Hickman）表示，他的靈感來自動畫電影《蜘蛛人：新宇宙》中的角色版本。
另一項重大差異是班·帕克在新時間線中仍然存活，這與蜘蛛人起源故事中他因故身亡的情節不同。此外，哈里·奥斯本雖然仍保有綠惡魔的身分，卻被重新設定為一名超級英雄，形象更接近經典的鋼鐵人。
2025年6月，本作與《邁爾斯·摩拉斯：蜘蛛人》（Miles Morales: Spider-Man）推出橫跨多元宇宙的聯動特別篇《終極蜘蛛人：入侵》（Ultimate Spider-Man: Incursion）。